# Chích rừng chỏm đen
Chích rừng chỏm đen (danh pháp hai phần: Phylloscopus herberti) là một loài chích lá thuộc chi Chích lá, họ Chích lá. Loài này phân bố ở.